# Post Malone/Diskografie
Diese Diskografie ist eine Übersicht über die musikalischen Werke des US-amerikanischen R&B-Musikers und Rappers Post Malone. Den Quellenangaben und Schallplattenauszeichnungen zufolge hat er bisher mehr als 282,2 Millionen Tonträger verkauft, davon alleine in seiner Heimat über 187 Millionen. In Deutschland verkaufte er laut Schallplattenauszeichnungen über 5,3 Millionen Tonträger, womit er zu den Musikern mit den meisten Tonträgerverkäufen des Landes zählt. Seine erfolgreichste Veröffentlichung ist die Single Sunflower mit über 28,3 Millionen verkauften Einheiten, alleine in Deutschland avancierte Rockstar zum Millionenseller und zählt damit zu den meistverkauften Singles des Landes der 2010er-Jahre sowie einem der meistverkauften Rapsongs des Landes.

## Alben

### Studioalben
| Jahr | Titel Musiklabel                              | Höchstplatzierung, Gesamtwochen, AuszeichnungChartplatzierungen (Jahr, Titel, Musiklabel, Platzierungen, Wochen, Auszeichnungen, Anmerkungen) | Höchstplatzierung, Gesamtwochen, AuszeichnungChartplatzierungen (Jahr, Titel, Musiklabel, Platzierungen, Wochen, Auszeichnungen, Anmerkungen) | Höchstplatzierung, Gesamtwochen, AuszeichnungChartplatzierungen (Jahr, Titel, Musiklabel, Platzierungen, Wochen, Auszeichnungen, Anmerkungen) | Höchstplatzierung, Gesamtwochen, AuszeichnungChartplatzierungen (Jahr, Titel, Musiklabel, Platzierungen, Wochen, Auszeichnungen, Anmerkungen) | Höchstplatzierung, Gesamtwochen, AuszeichnungChartplatzierungen (Jahr, Titel, Musiklabel, Platzierungen, Wochen, Auszeichnungen, Anmerkungen) | Anmerkungen                                                   |
| Jahr | Titel Musiklabel                              | DE | AT | CH | UK | US | Anmerkungen                                                   |
| ---- | --------------------------------------------- | --- | --- | --- | --- | --- | ------------------------------------------------------------- |
| 2016 | Stoney Republic Records (UMG)                 | DE72 Gold · (13 Wo.)DE | AT58 Gold · (6 Wo.)AT | CH48 (2 Wo.)CH | UK10 ×2Doppelplatin · (169 Wo.)UK | US4 ×5Fünffachplatin · (361 Wo.)US | Erstveröffentlichung: 9. Dezember 2016 Verkäufe: + 6.756.000  |
| 2018 | Beerbongs & Bentleys Republic Records (UMG)   | DE4 Gold · (39 Wo.)DE | AT2 (78 Wo.)AT | CH3 (56 Wo.)CH | UK1 ×2Doppelplatin · (145 Wo.)UK | US1 ×5Fünffachplatin · (318 Wo.)US | Erstveröffentlichung: 27. April 2018 Verkäufe: + 7.365.000    |
| 2019 | Hollywood’s Bleeding Republic Records (UMG)   | DE7 Gold · (59 Wo.)DE | AT5 (136 Wo.)AT | CH3 (96 Wo.)CH | UK1 ×2Doppelplatin · (131 Wo.)UK | US1 ×4Vierfachplatin · (240 Wo.)US | Erstveröffentlichung: 6. September 2019 Verkäufe: + 6.112.500 |
| 2022 | Twelve Carat Toothache Republic Records (UMG) | DE10 (7 Wo.)DE | AT6 (8 Wo.)AT | CH6 (7 Wo.)CH | UK3 Gold · (14 Wo.)UK | US2 (62 Wo.)US | Erstveröffentlichung: 3. Juni 2022 Verkäufe: + 285.000        |
| 2023 | Austin Republic Records (UMG)                 | DE4 (7 Wo.)DE | AT3 (5 Wo.)AT | CH2 (4 Wo.)CH | UK3 Silber · (9 Wo.)UK | US2 (29 Wo.)US | Erstveröffentlichung: 28. Juli 2023 Verkäufe: + 92.500        |
| 2024 | F-1 Trillion Republic Records (UMG)           | DE5 (4 Wo.)DE | AT5 (4 Wo.)AT | CH2 (5 Wo.)CH | UK1 Gold · (18 Wo.)UK | US1 Platin · (… Wo.)US | Erstveröffentlichung: 16. August 2024 Verkäufe: + 1.180.000   |

### Kompilationen
| Jahr | Titel Musiklabel                              | Höchstplatzierung, Gesamtwochen, AuszeichnungChartplatzierungen (Jahr, Titel, Musiklabel, Platzierungen, Wochen, Auszeichnungen, Anmerkungen) | Höchstplatzierung, Gesamtwochen, AuszeichnungChartplatzierungen (Jahr, Titel, Musiklabel, Platzierungen, Wochen, Auszeichnungen, Anmerkungen) | Höchstplatzierung, Gesamtwochen, AuszeichnungChartplatzierungen (Jahr, Titel, Musiklabel, Platzierungen, Wochen, Auszeichnungen, Anmerkungen) | Höchstplatzierung, Gesamtwochen, AuszeichnungChartplatzierungen (Jahr, Titel, Musiklabel, Platzierungen, Wochen, Auszeichnungen, Anmerkungen) | Höchstplatzierung, Gesamtwochen, AuszeichnungChartplatzierungen (Jahr, Titel, Musiklabel, Platzierungen, Wochen, Auszeichnungen, Anmerkungen) | Anmerkungen                                                |
| Jahr | Titel Musiklabel                              | DE | AT | CH | UK | US | Anmerkungen                                                |
| ---- | --------------------------------------------- | --- | --- | --- | --- | --- | ---------------------------------------------------------- |
| 2023 | The Diamond Collection Republic Records (UMG) | — | — | — | UK14 Platin · (… Wo.)UK | US11 (… Wo.)US | Erstveröffentlichung: 21. April 2023 Verkäufe: + 1.130.000 |

### Mixtapes
| Jahr | Titel Musiklabel                       | Anmerkungen                        |
| ---- | -------------------------------------- | ---------------------------------- |
| 2016 | August 26th Republic Records (DatPiff) | Erstveröffentlichung: 12. Mai 2016 |

### Tributealben
| Jahr | Titel Musiklabel                          | Höchstplatzierung, Gesamtwochen, AuszeichnungChartplatzierungen (Jahr, Titel, Musiklabel, Platzierungen, Wochen, Auszeichnungen, Anmerkungen) | Höchstplatzierung, Gesamtwochen, AuszeichnungChartplatzierungen (Jahr, Titel, Musiklabel, Platzierungen, Wochen, Auszeichnungen, Anmerkungen) | Höchstplatzierung, Gesamtwochen, AuszeichnungChartplatzierungen (Jahr, Titel, Musiklabel, Platzierungen, Wochen, Auszeichnungen, Anmerkungen) | Höchstplatzierung, Gesamtwochen, AuszeichnungChartplatzierungen (Jahr, Titel, Musiklabel, Platzierungen, Wochen, Auszeichnungen, Anmerkungen) | Höchstplatzierung, Gesamtwochen, AuszeichnungChartplatzierungen (Jahr, Titel, Musiklabel, Platzierungen, Wochen, Auszeichnungen, Anmerkungen) | Anmerkungen                          |
| Jahr | Titel Musiklabel                          | DE | AT | CH | UK | US | Anmerkungen                          |
| ---- | ----------------------------------------- | --- | --- | --- | --- | --- | ------------------------------------ |
| 2025 | Tribute to Nirvana Republic Records (UMG) | DE37 (1 Wo.)DE | — | — | — | US106 (1 Wo.)US | Erstveröffentlichung: 12. April 2025 |

## Singles

### Als Leadmusiker
| Jahr | Titel Album                                                                 | Höchstplatzierung, Gesamtwochen, AuszeichnungChartplatzierungen (Jahr, Titel, Album, Platzierungen, Wochen, Auszeichnungen, Anmerkungen) | Höchstplatzierung, Gesamtwochen, AuszeichnungChartplatzierungen (Jahr, Titel, Album, Platzierungen, Wochen, Auszeichnungen, Anmerkungen) | Höchstplatzierung, Gesamtwochen, AuszeichnungChartplatzierungen (Jahr, Titel, Album, Platzierungen, Wochen, Auszeichnungen, Anmerkungen) | Höchstplatzierung, Gesamtwochen, AuszeichnungChartplatzierungen (Jahr, Titel, Album, Platzierungen, Wochen, Auszeichnungen, Anmerkungen) | Höchstplatzierung, Gesamtwochen, AuszeichnungChartplatzierungen (Jahr, Titel, Album, Platzierungen, Wochen, Auszeichnungen, Anmerkungen) | Anmerkungen                                                                                        |
| Jahr | Titel Album                                                                 | DE | AT | CH | UK | US | Anmerkungen                                                                                        |
| --- | --------------------------------------------------------------------------- | --- | --- | --- | --- | --- | -------------------------------------------------------------------------------------------------- |
| 2015 | That’s It –                                                                 | — | — | — | — | — | Erstveröffentlichung: 16. Januar 2015                                                              |
| 2015 | White Iverson Stoney                                                        | DE— GoldDE | — | — | UK— PlatinUK | US14 Diamant · (30 Wo.)US | Erstveröffentlichung: 5. Februar 2015 Verkäufe: + 12.005.000                                       |
| 2015 | Tear$ –                                                                     | — | — | — | — | — | Erstveröffentlichung: 12. März 2015                                                                |
| 2015 | Too Young Stoney                                                            | — | — | — | UK— SilberUK | US— ×2DoppelplatinUS | Erstveröffentlichung: 23. April 2015 Verkäufe: + 2.510.000                                         |
| 2015 | What’s Up –                                                                 | — | — | — | — | — | Erstveröffentlichung: 20. Mai 2015                                                                 |
| 2015 | #mood –                                                                     | — | — | — | — | — | Erstveröffentlichung: 9. September 2015                                                            |
| 2015 | Boy Bandz –                                                                 | — | — | — | — | — | Erstveröffentlichung: 25. Dezember 2015                                                            |
| 2016 | Go Flex Stoney                                                              | DE— GoldDE | — | — | UK100 Platin · (1 Wo.)UK | US76 ×6Sechsfachplatin · (11 Wo.)US | Erstveröffentlichung: 21. April 2016 Verkäufe: + 8.360.000                                         |
| 2016 | Deja Vu Stoney                                                              | — | — | — | UK63 Silber · (1 Wo.)UK | US75 Platin · (2 Wo.)US | Erstveröffentlichung: 9. September 2016 Verkäufe: + 1.605.000; feat. Justin Bieber                 |
| 2016 | Congratulations Stoney                                                      | DE88 Gold · (4 Wo.)DE | AT68 (3 Wo.)AT | CH77 (9 Wo.)CH | UK26 ×2Doppelplatin · (29 Wo.)UK | US8 ×4Diamant + Vierfachplatin · (50 Wo.)US                                                                                              | Erstveröffentlichung: 3. November 2016 Verkäufe: + 18.720.000; feat. Quavo                         |
| 2017 | Candy Paint Beerbongs & Bentleys                                            | — | — | CH97 (1 Wo.)CH | UK65 Platin · (9 Wo.)UK | US34 ×3Dreifachplatin · (21 Wo.)US | Erstveröffentlichung: 14. April 2017 Verkäufe: + 4.810.000                                         |
| 2017 | Rockstar Beerbongs & Bentleys                                               | DE2 ×3Dreifachplatin · (43 Wo.)DE | AT1 Gold · (40 Wo.)AT | CH2 (49 Wo.)CH | UK1 ×4Vierfachplatin · (36 Wo.)UK | US1 Diamant · (41 Wo.)US | Erstveröffentlichung: 14. September 2017 Verkäufe: + 19.248.333; feat. 21 Savage                   |
| 2017 | I Fall Apart Stoney                                                         | DE84 Gold · (4 Wo.)DE | AT57 (5 Wo.)AT | CH94 (2 Wo.)CH | UK19 ×3Dreifachplatin · (30 Wo.)UK | US16 Diamant · (30 Wo.)US | Erstveröffentlichung: 17. Oktober 2017 Verkäufe: + 14.550.000                                      |
| 2018 | Psycho Beerbongs & Bentleys                                                 | DE6 Gold · (16 Wo.)DE | AT5 (17 Wo.)AT | CH11 (16 Wo.)CH | UK4 ×2Doppelplatin · (23 Wo.)UK | US1 Diamant · (39 Wo.)US | Erstveröffentlichung: 23. Februar 2018 Verkäufe: + 13.800.000; feat. Ty Dolla Sign                 |
| 2018 | Better Now Beerbongs & Bentleys                                             | DE11 Platin · (35 Wo.)DE | AT4 Platin · (38 Wo.)AT | CH12 (46 Wo.)CH | UK6 ×3Dreifachplatin · (43 Wo.)UK | US3 Diamant · (52 Wo.)US | Erstveröffentlichung: 30. April 2018 Verkäufe: + 15.580.000                                        |
| 2018 | Sunflower Hollywood’s Bleeding                                              | DE36 Platin · (29 Wo.)DE | AT19 (29 Wo.)AT | CH22 (34 Wo.)CH | UK3 ×5Fünffachplatin · (68 Wo.)UK | US1 ×2Doppeldiamant · (53 Wo.)US | Erstveröffentlichung: 18. Oktober 2018 Verkäufe: + 28.393.333; feat. Swae Lee                      |
| 2018 | Wow Hollywood’s Bleeding                                                    | DE16 Gold · (27 Wo.)DE | AT13 (25 Wo.)AT | CH11 (27 Wo.)CH | UK3 ×3Dreifachplatin · (27 Wo.)UK | US2 Diamant · (44 Wo.)US | Erstveröffentlichung: 24. Dezember 2018 Verkäufe: + 14.560.000                                     |
| 2019 | Goodbyes Hollywood’s Bleeding                                               | DE16 Gold · (16 Wo.)DE | AT8 (18 Wo.)AT | CH12 (19 Wo.)CH | UK5 Platin · (13 Wo.)UK | US3 ×3Dreifachplatin · (21 Wo.)US | Erstveröffentlichung: 5. Juli 2019 Verkäufe: + 5.670.000; feat. Young Thug                         |
| 2019 | Circles Hollywood’s Bleeding                                                | DE17 Platin · (34 Wo.)DE | AT9 Platin · (38 Wo.)AT | CH10 (40 Wo.)CH | UK3 ×3Dreifachplatin · (42 Wo.)UK | US1 Diamant · (61 Wo.)US | Erstveröffentlichung: 30. August 2019 Verkäufe: + 16.523.333                                       |
| 2021 | Only Wanna Be with You (Pokémon 25 Version) Pokémon 25: The Album (Sampler) | DE— aDE | — | — | UK76 (1 Wo.)UK | US74 (1 Wo.)US | Erstveröffentlichung: 25. Februar 2021 Original: Hootie and the Blowfish                           |
| 2021 | Motley Crew –                                                               | DE33 (4 Wo.)DE | AT36 (3 Wo.)AT | CH38 (4 Wo.)CH | UK31 Silber · (8 Wo.)UK | US13 (9 Wo.)US | Erstveröffentlichung: 9. Juli 2021 Verkäufe: + 495.000                                             |
| 2021 | One Right Now Twelve Carat Toothache                                        | DE45 (3 Wo.)DE | AT34 (2 Wo.)AT | CH20 (8 Wo.)CH | UK20 Gold · (12 Wo.)UK | US6 (27 Wo.)US | Erstveröffentlichung: 5. November 2021 Verkäufe: + 1.355.000; feat. The Weeknd                     |
| 2022 | Cooped Up Twelve Carat Toothache                                            | DE54 (3 Wo.)DE | AT51 (2 Wo.)AT | CH40 (5 Wo.)CH | UK18 Silber · (9 Wo.)UK | US12 (15 Wo.)US | Erstveröffentlichung: 12. Mai 2022 Verkäufe: + 430.000; feat. Roddy Ricch                          |
| 2022 | Cooped Up / Return of the Mack –                                            | — | — | — | — | — | Erstveröffentlichung: 21. Oktober 2022 Verkäufe: + 15.000; Mashup, mit Mark Morrison & Sickick     |
| 2023 | Chemical Austin                                                             | DE24 Gold · (33 Wo.)DE | AT21 (19 Wo.)AT | CH21 (13 Wo.)CH | UK11 Platin · (22 Wo.)UK | US13 (20 Wo.)US | Erstveröffentlichung: 14. April 2023 Verkäufe: + 1.360.000                                         |
| 2023 | Mourning Austin                                                             | DE— bDE | — | CH71 (1 Wo.)CH | UK35 (3 Wo.)UK | US36 (13 Wo.)US | Erstveröffentlichung: 19. Mai 2023 Verkäufe: + 55.000                                              |
| 2023 | Overdrive Austin                                                            | DE— cDE | — | — | UK45 (2 Wo.)UK | US47 (3 Wo.)US | Erstveröffentlichung: 14. Juli 2023 Verkäufe: + 20.000                                             |
| 2024 | I Had Some Help F-1 Trillion                                                | DE35 (5 Wo.)DE | AT17 (14 Wo.)AT | CH19 (28 Wo.)CH | UK2 ×2Doppelplatin · (59 Wo.)UK | US1 ×5Fünffachplatin · (… Wo.)US | Erstveröffentlichung: 10. Mai 2024 Verkäufe: + 7.095.000; feat. Morgan Wallen                      |
| 2024 | Pour Me a Drink F-1 Trillion                                                | — | — | — | UK34 Silber · (12 Wo.)UK | US12 Platin · (20 Wo.)US | Erstveröffentlichung: 21. Juni 2024 Verkäufe: + 1.220.000; feat. Blake Shelton                     |
| 2024 | Guy for That F-1 Trillion                                                   | DE— dDE | — | — | UK25 Silber · (9 Wo.)UK | US17 (27 Wo.)US | Erstveröffentlichung: 26. Juli 2024 Verkäufe: + 220.000; feat. Luke Combs                          |
| Folgende Lieder erschienen nicht als Single, wurden aber durch das Album zum Download und Streaming bereitgestellt und konnten somit eine Platzierung erlangen: |                                                                             | | | | | | |
| |                                                                             | | | | | | |
| 2018 | Paranoid Beerbongs & Bentleys                                               | DE51 (3 Wo.)DE | AT20 (3 Wo.)AT | — | UK11 Gold · (6 Wo.)UK | US11 Platin · (6 Wo.)US | Charteinstieg: 4. Mai 2018 Verkäufe: + 1.750.000                                                   |
| 2018 | Spoil My Night Beerbongs & Bentleys                                         | DE69 (1 Wo.)DE | AT34 (1 Wo.)AT | — | UK— SilberUK | US15 Platin · (5 Wo.)US | Charteinstieg: 4. Mai 2018 Verkäufe: + 1.485.000; feat. Swae Lee                                   |
| 2018 | Same Bitches Beerbongs & Bentleys                                           | DE74 (1 Wo.)DE | AT40 (2 Wo.)AT | — | UK— SilberUK | US20 Platin · (3 Wo.)US | Charteinstieg: 4. Mai 2018 Verkäufe: + 1.465.000; feat. G-Eazy & YG                                |
| 2018 | Rich & Sad Beerbongs & Bentleys                                             | DE82 (1 Wo.)DE | AT36 (1 Wo.)AT | — | UK— SilberUK | US14 Platin · (6 Wo.)US | Charteinstieg: 4. Mai 2018 Verkäufe: + 1.460.000                                                   |
| 2018 | Over Now Beerbongs & Bentleys                                               | DE93 (1 Wo.)DE | AT45 (1 Wo.)AT | — | UK— GoldUK | US24 ×2Doppelplatin · (3 Wo.)US | Charteinstieg: 4. Mai 2018 Verkäufe: + 2.645.000                                                   |
| 2018 | Stay Beerbongs & Bentleys                                                   | — | AT65 (1 Wo.)AT | — | UK— GoldUK | US17 Platin · (4 Wo.)US | Charteinstieg: 11. Mai 2018 Verkäufe: + 1.945.000                                                  |
| 2018 | Zack and Codeine Beerbongs & Bentleys                                       | — | AT56 (1 Wo.)AT | — | UK— SilberUK | US23 Platin · (3 Wo.)US | Charteinstieg: 11. Mai 2018 Verkäufe: + 1.350.000                                                  |
| 2018 | Takin’ Shots Beerbongs & Bentleys                                           | — | AT62 (1 Wo.)AT | — | UK— SilberUK | US29 Platin · (3 Wo.)US | Charteinstieg: 11. Mai 2018 Verkäufe: + 1.335.000                                                  |
| 2018 | 92 Explorer Beerbongs & Bentleys                                            | — | AT73 (1 Wo.)AT | — | UK— SilberUK | US40 ×2Doppelplatin · (3 Wo.)US | Charteinstieg: 11. Mai 2018 Verkäufe: + 2.500.000                                                  |
| 2018 | Otherside Beerbongs & Bentleys                                              | — | AT68 (1 Wo.)AT | — | UK— SilberUK | US46 Platin · (2 Wo.)US | Charteinstieg: 11. Mai 2018 Verkäufe: + 1.335.000                                                  |
| 2018 | Blame It on Me Beerbongs & Bentleys                                         | — | — | — | UK— SilberUK | US47 Platin · (2 Wo.)US | Charteinstieg: 12. Mai 2018 Verkäufe: + 1.335.000                                                  |
| 2018 | Sugar Wraith Beerbongs & Bentleys                                           | — | — | — | UK— SilberUK | US57 Platin · (1 Wo.)US | Charteinstieg: 12. Mai 2018 Verkäufe: + 1.315.000                                                  |
| 2018 | Jonestown (Interlude) Beerbongs & Bentleys                                  | — | — | — | — | US73 (1 Wo.)US | Charteinstieg: 12. Mai 2018 Verkäufe: + 40.000                                                     |
| 2019 | Hollywood’s Bleeding                                                        | — | AT19 (1 Wo.)AT | CH17 (1 Wo.)CH | UK11 Gold · (1 Wo.)UK | US15 Platin · (6 Wo.)US | Charteinstieg: 13. September 2019 Verkäufe: + 1.990.000                                            |
| 2019 | Saint-Tropez Hollywood’s Bleeding                                           | DE43 (4 Wo.)DE | AT28 (5 Wo.)AT | CH29 (6 Wo.)CH | UK52 Silber · (2 Wo.)UK | US18 Platin · (6 Wo.)US | Charteinstieg: 13. September 2019 Verkäufe: + 1.600.000                                            |
| 2019 | Die for Me Hollywood’s Bleeding                                             | — | — | — | UK— SilberUK | US20 Platin · (5 Wo.)US | Charteinstieg: 21. September 2019 Verkäufe: + 1.470.000; feat. Future & Halsey                     |
| 2019 | On the Road Hollywood’s Bleeding                                            | — | — | — | UK— SilberUK | US22 Platin · (4 Wo.)US | Charteinstieg: 21. September 2019 Verkäufe: + 1.470.000; feat. Meek Mill & Lil Baby                |
| 2019 | A Thousand Bad Times Hollywood’s Bleeding                                   | — | — | — | UK— SilberUK | US29 Platin · (3 Wo.)US | Charteinstieg: 21. September 2019 Verkäufe: + 1.335.000                                            |
| 2019 | I’m Gonna Be Hollywood’s Bleeding                                           | — | — | — | — | US33 Platin · (2 Wo.)US | Charteinstieg: 21. September 2019 Verkäufe: + 1.155.000                                            |
| 2019 | Staring at the Sun Hollywood’s Bleeding                                     | — | — | — | — | US34 Platin · (2 Wo.)US | Charteinstieg: 21. September 2019 Verkäufe: + 1.135.000; feat. SZA                                 |
| 2019 | Myself Hollywood’s Bleeding                                                 | — | — | — | — | US52 (1 Wo.)US | Charteinstieg: 21. September 2019 Verkäufe: + 135.000                                              |
| 2019 | I Know Hollywood’s Bleeding                                                 | — | — | — | — | US53 (1 Wo.)US | Charteinstieg: 21. September 2019 Verkäufe: + 95.000                                               |
| 2019 | Internet Hollywood’s Bleeding                                               | — | — | — | — | US58 (1 Wo.)US | Charteinstieg: 21. September 2019 Verkäufe: + 60.000                                               |
| 2022 | I Like You (A Happier Song) Twelve Carat Toothache                          | DE59 (3 Wo.)DE | AT51 (1 Wo.)AT | CH38 (3 Wo.)CH | UK19 Gold · (14 Wo.)UK | US3 (36 Wo.)US | Charteinstieg: 10. Juni 2022 Videoauskopplung: 25. Juli 2022 Verkäufe: + 1.445.000; feat. Doja Cat |
| 2022 | Lemon Tree Twelve Carat Toothache                                           | — | — | — | UK40 (2 Wo.)UK | US53 (1 Wo.)US | Charteinstieg: 16. Juni 2022                                                                       |
| 2022 | I Cannot Be (A Sadder Song) Twelve Carat Toothache                          | — | — | — | — | US46 (1 Wo.)US | Charteinstieg: 18. Juni 2022 feat. Gunna                                                           |
| 2022 | Wrapped Around Your Finger Twelve Carat Toothache                           | — | — | — | — | US47 (2 Wo.)US | Charteinstieg: 18. Juni 2022                                                                       |
| 2022 | Reputation Twelve Carat Toothache                                           | — | — | — | — | US54 (1 Wo.)US | Charteinstieg: 18. Juni 2022                                                                       |
| 2022 | Wasting Angels Twelve Carat Toothache                                       | — | — | — | — | US56 (1 Wo.)US | Charteinstieg: 18. Juni 2022 feat. The Kid Laroi                                                   |
| 2022 | Insane Twelve Carat Toothache                                               | — | — | — | — | US62 (1 Wo.)US | Charteinstieg: 18. Juni 2022                                                                       |
| 2022 | Love/Hate Letter To Alcohol Twelve Carat Toothache                          | — | — | — | — | US70 (1 Wo.)US | Charteinstieg: 18. Juni 2022 feat. Fleet Foxes                                                     |
| 2022 | When I’m Alone Twelve Carat Toothache                                       | — | — | — | — | US97 (1 Wo.)US | Charteinstieg: 18. Juni 2022                                                                       |
| 2022 | Euthanasia Twelve Carat Toothache                                           | — | — | — | — | US100 (1 Wo.)US | Charteinstieg: 18. Juni 2022                                                                       |
| 2023 | Enough Is Enough Austin                                                     | — | — | — | UK52 (2 Wo.)UK | US56 (1 Wo.)US | Charteinstieg: 10. August 2023 Verkäufe: + 55.000                                                  |
| 2023 | Something Real Austin                                                       | — | — | — | — | US67 (1 Wo.)US | Charteinstieg: 12. August 2023                                                                     |
| 2023 | Too Cool to Die Austin                                                      | — | — | — | — | US87 (1 Wo.)US | Charteinstieg: 12. August 2023                                                                     |
| 2023 | Don’t Understand Austin                                                     | — | — | — | — | US88 (1 Wo.)US | Charteinstieg: 12. August 2023                                                                     |
| 2023 | Novacandy Austin                                                            | — | — | — | — | US90 (1 Wo.)US | Charteinstieg: 12. August 2023                                                                     |
| 2024 | What Don’t Belong to Me F-1 Trillion                                        | — | — | — | — | US40 (2 Wo.)US | Charteinstieg: 31. August 2024                                                                     |
| 2024 | Yours F-1 Trillion                                                          | — | — | — | — | US54 (1 Wo.)US | Charteinstieg: 31. August 2024                                                                     |
| 2024 | Missin’ You Like This F-1 Trillion                                          | — | — | — | — | US63 (1 Wo.)US | Charteinstieg: 31. August 2024 feat. Luke Combs                                                    |
| 2024 | Right About You F-1 Trillion                                                | — | — | — | — | US88 (1 Wo.)US | Charteinstieg: 31. August 2024                                                                     |

### Als Gastmusiker
| Jahr | Titel Album                                                            | Höchstplatzierung, Gesamtwochen, AuszeichnungChartplatzierungen (Jahr, Titel, Album, Platzierungen, Wochen, Auszeichnungen, Anmerkungen) | Höchstplatzierung, Gesamtwochen, AuszeichnungChartplatzierungen (Jahr, Titel, Album, Platzierungen, Wochen, Auszeichnungen, Anmerkungen) | Höchstplatzierung, Gesamtwochen, AuszeichnungChartplatzierungen (Jahr, Titel, Album, Platzierungen, Wochen, Auszeichnungen, Anmerkungen) | Höchstplatzierung, Gesamtwochen, AuszeichnungChartplatzierungen (Jahr, Titel, Album, Platzierungen, Wochen, Auszeichnungen, Anmerkungen) | Höchstplatzierung, Gesamtwochen, AuszeichnungChartplatzierungen (Jahr, Titel, Album, Platzierungen, Wochen, Auszeichnungen, Anmerkungen) | Anmerkungen |
| Jahr | Titel Album                                                            | DE | AT | CH | UK | US | Anmerkungen |
| --- | ---------------------------------------------------------------------- | --- | --- | --- | --- | --- | --- |
| 2016 | Camera Quality Street Music 2                                          | — | — | — | — | — | Erstveröffentlichung: 30. Januar 2016 DJ Drama feat. Lil Uzi Vert, FKi 1st, Mac Miller & Post Malone               |
| 2016 | Came Up –                                                              | — | — | — | — | — | Erstveröffentlichung: 29. Juli 2016 Flosstradamus, FKi 1st & Graves feat. Post Malone & Key!                       |
| 2016 | Fade The Life of Pablo                                                 | — | — | — | UK50 Gold · (8 Wo.)UK | US47 ×2Doppelplatin · (13 Wo.)US | Erstveröffentlichung: 9. September 2016 Verkäufe: + 2.500.000 Kanye West feat. Post Malone & Ty Dolla Sign         |
| 2017 | Burning Man XXX: Return of Xander Cage (Music from the Motion Picture) | — | — | — | — | — | Erstveröffentlichung: 18. Januar 2017 Watt feat. Post Malone                                                       |
| 2017 | Homemade Dynamite (Remix) Melodrama (Spotify Bonus-Track)              | — | — | — | — | US92 (1 Wo.)US | Erstveröffentlichung: 14. September 2017 Verkäufe: + 540.000 Lorde feat. Khalid, Post Malone & SZA                 |
| 2018 | You –                                                                  | — | — | — | — | — | Erstveröffentlichung: 17. Februar 2018 Neptune feat. Post Malone                                                   |
| 2018 | Jackie Chan The London Sessions                                        | DE25 Gold · (18 Wo.)DE | AT19 Gold · (21 Wo.)AT | CH27 (22 Wo.)CH | UK5 ×2Doppelplatin · (23 Wo.)UK | US52 ×2Doppelplatin · (19 Wo.)US | Erstveröffentlichung: 18. Mai 2018 Verkäufe: + 5.170.000 Tiësto & Dzeko feat. Preme & Post Malone                  |
| 2018 | What About Me Tha Carter V (Deluxe-Edition)                            | — | — | — | — | — | Erstveröffentlichung: 10. November 2018 Lil Wayne feat. Post Malone                                                |
| 2019 | Writing on the Wall Montana                                            | — | — | CH54 (2 Wo.)CH | UK44 (6 Wo.)UK | US56 Gold · (3 Wo.)US | Erstveröffentlichung: 27. September 2019 Verkäufe: + 540.000 French Montana feat. Post Malone, Cardi B & Rvssian   |
| 2020 | Tommy Lee –                                                            | — | — | — | UK56 (2 Wo.)UK | US65 Platin · (2 Wo.)US | Erstveröffentlichung: 12. Juni 2020 Verkäufe: + 1.080.000; Tyla Yaweh feat. Post Malone                            |
| 2020 | Tap In –                                                               | — | — | — | — | — | Erstveröffentlichung: 28. August 2020 Saweetie feat. Post Malone, DaBaby & Jack Harlow                             |
| 2020 | Wolves Detroit 2                                                       | — | — | — | — | US65 Platin · (2 Wo.)US | Erstveröffentlichung: 4. September 2020 Verkäufe: + 1.040.000; Big Sean feat. Post Malone                          |
| 2020 | Spicy Featuring Ty Dolla Sign                                          | DE92 (1 Wo.)DE | — | CH72 (1 Wo.)CH | UK71 (1 Wo.)UK | US53 (1 Wo.)US | Erstveröffentlichung: 23. Oktober 2020 Ty Dolla Sign feat. Post Malone                                             |
| 2021 | Life’s a Mess II Crazy                                                 | — | — | — | — | US97 (1 Wo.)US | Erstveröffentlichung: 5. März 2021 Clever, Juice Wrld & Post Malone                                                |
| 2023 | Dial Drunk Stick Season                                                | — | — | — | — | US— ×2DoppelplatinUS | Erstveröffentlichung: 18. Juli 2023 Verkäufe: + 2.035.000; Noah Kahan feat. Post Malone                            |
| 2023 | Pickup Man Hixtape, Vol. 3: Difftape                                   | — | — | — | — | — | Erstveröffentlichung: 9. November 2023 Hardy feat. Joe Diffie & Post Malone                                        |
| 2024 | Fortnight The Tortured Poets Department                                | DE2 Gold · (25 Wo.)DE | AT2 (… Wo.)AT | CH3 Platin · (19 Wo.)CH | UK1 Platin · (24 Wo.)UK | US1 (21 Wo.)US | Erstveröffentlichung: 19. April 2024 Verkäufe: + 1.720.000; Taylor Swift feat. Post Malone                         |
| 2024 | I Don’t Know How to Say Goodbye (Bang Bang Boom Boom) Brighter Days    | — | — | — | — | — | Erstveröffentlichung: 6. September 2024 Dwight Yoakam feat. Post Malone                                            |
| 2025 | I Ain’t Comin’ Back –                                                  | — | — | — | UK50 (4 Wo.)UK | US8 (… Wo.)US | Erstveröffentlichung: 18. April 2025 Morgan Wallen feat. Post Malone                                               |
| Folgende Lieder erschienen nicht als Single, wurden aber durch das Album zum Download und Streaming bereitgestellt und konnten somit eine Platzierung erlangen: |                                                                        | | | | | | |
| |                                                                        | | | | | | |
| 2018 | Notice Me Culture II                                                   | — | — | CH55 (1 Wo.)CH | — | US52 Platin · (5 Wo.)US | Charteinstieg: 4. Februar 2018 Verkäufe: + 1.060.000; Migos feat. Post Malone                                      |
| 2019 | Celebrate Father of Asahd                                              | — | — | — | UK48 (1 Wo.)UK | US52 Gold · (1 Wo.)US | Charteinstieg: 30. Mai 2019 Verkäufe: + 520.000 DJ Khaled feat. Travis Scott & Post Malone                         |
| 2020 | Forever Changes                                                        | DE56 (2 Wo.)DE | AT28 (2 Wo.)AT | CH33 (3 Wo.)CH | UK29 (5 Wo.)UK | US24 Gold · (2 Wo.)US | Charteinstieg: 21. Februar 2020 Verkäufe: + 575.000 Justin Bieber feat. Post Malone & Clever                       |
| 2021 | I Did It Khaled Khaled                                                 | DE— eDE | — | CH85 (1 Wo.)CH | UK53 (2 Wo.)UK | US43 Gold · (2 Wo.)US | Charteinstieg: 7. Mai 2021 Verkäufe: + 500.000 DJ Khaled feat. Post Malone, Megan Thee Stallion, Lil Baby & DaBaby |
| 2021 | Livin It Up Punk                                                       | — | — | — | — | US68 (1 Wo.)US | Charteinstieg: 30. Oktober 2021 Young Thug feat. Post Malone & ASAP Rocky                                          |
| 2024 | Levii’s Jeans Cowboy Carter                                            | — | — | — | — | US16 (2 Wo.)US | Charteinstieg: 13. April 2024 Verkäufe: + 20.000; Beyoncé feat. Post Malone                                        |

## Videoalben und Musikvideos

### Videoalben
| Jahr | Titel Musiklabel                                                                   | Anmerkungen                            |
| ---- | ---------------------------------------------------------------------------------- | -------------------------------------- |
| 2021 | P25 Music Presents: Post Malone Virtual Concert Experience! Republic Records (UMG) | Erstveröffentlichung: 27. Februar 2021 |

### Musikvideos
| Jahr | Titel                       | Regie |
| ---- | --------------------------- | --- |
| 2015 | White Iverson               | Van Alpert |
| 2015 | #mood                       | John Rawlins |
| 2015 | Too Young                   | John Rawlins |
| 2015 | Boy Bandz                   | John Rawlins |
| 2016 | Go Flex                     | James Defina, Chris Velona |
| 2016 | The Meaning                 | JMP, John Rawl |
| 2016 | Fade                        | Eli Russell Linnetz |
| 2017 | Congratulations             | James Defina |
| 2017 | Burning Man                 | Phillip Lopez |
| 2017 | Rockstar                    | Emil Nava |
| 2018 | You                         | |
| 2018 | Psycho                      | James Defina |
| 2018 | Jackie Chan                 | Jay Martin |
| 2018 | Better Now                  | Adam Degross |
| 2018 | Sunflower (Animation)       | Daniel Jennings, Oliver Mouroux, Andrew J. Peterson (2018, Animation) / — (2019, Liveversion)                                   |
| 2018 | Wow (Animation)             | Jaime Restrepo (2018, Animation) James Defina (2019, Musikvideo) James Defina, Chris Villa (2019, Remixversion)                 |
| 2019 | Celebrate                   | Joseph Kahn |
| 2019 | Goodbyes                    | Colin Tilley |
| 2019 | Circles                     | Colin Tilley (2019, Musikvideo) Jaime Restrepo (2019, Animation) — (2020, Blue-Vertical-Version) — (2020, Red-Vertical-Version) |
| 2019 | Saint-Tropez                | Chris Villa |
| 2019 | Writing on the Wall         | French Montana, Myles Whittingham                                                                                               |
| 2019 | Circles (Animated video)    | |
| 2020 | Forever                     | Nick DeMoura |
| 2020 | Tryna Fuck Me Over          | Eif Rivera |
| 2020 | Tommy Lee                   | Chris Villa (Musikvideo) Chris Villa (Bonus-Footage-Version) Chris Villa (Tommy-Lee-Remix) — (Saint-Jhn-Remix)                  |
| 2020 | Wolves                      | Christo Anesti, Glenn Michael                                                                                                   |
| 2020 | Spicy                       | James Larese |
| 2020 | Tap In (Remix)              | Aylo, KDC Visions |
| 2021 | It’s a Raid                 | Patrik Pope |
| 2021 | Only Wanna Be with You      | |
| 2021 | I Did It                    | Dave Meyers |
| 2021 | Motley Crew                 | Cole Bennett |
| 2021 | One Right Now               | Tanu Muino |
| 2022 | Cooped Up                   | Andre Bato |
| 2022 | Insane                      | |
| 2022 | I Like You (A Happier Song) | Child |
| 2023 | Chemical                    | Alfred Marroquin |
| 2023 | What You Say                | Isaac Garcia |
| 2024 | Fortnight                   | Taylor Swift |
| 2024 | I Had Some Help             | Justin Clough, Bobby Greenleaf, Chris Villa                                                                                     |
| 2024 | Pour Me a Drink             | Chris Villa |
| 2024 | Guy for That                | Chris Villa |

## Promoveröffentlichungen
Promo-Singles

| Jahr | Titel Album                             | Höchstplatzierung, Gesamtwochen, AuszeichnungChartplatzierungen (Jahr, Titel, Album, Platzierungen, Wochen, Auszeichnungen, Anmerkungen) | Höchstplatzierung, Gesamtwochen, AuszeichnungChartplatzierungen (Jahr, Titel, Album, Platzierungen, Wochen, Auszeichnungen, Anmerkungen) | Höchstplatzierung, Gesamtwochen, AuszeichnungChartplatzierungen (Jahr, Titel, Album, Platzierungen, Wochen, Auszeichnungen, Anmerkungen) | Höchstplatzierung, Gesamtwochen, AuszeichnungChartplatzierungen (Jahr, Titel, Album, Platzierungen, Wochen, Auszeichnungen, Anmerkungen) | Höchstplatzierung, Gesamtwochen, AuszeichnungChartplatzierungen (Jahr, Titel, Album, Platzierungen, Wochen, Auszeichnungen, Anmerkungen) | Anmerkungen                                                                                     |
| Jahr | Titel Album                             | DE | AT | CH | UK | US | Anmerkungen                                                                                     |
| ---- | --------------------------------------- | --- | --- | --- | --- | --- | ----------------------------------------------------------------------------------------------- |
| 2016 | Patient Stoney                          | — | — | — | UK— SilberUK | US— PlatinUS | Erstveröffentlichung: 2016 Verkäufe: + 1.410.000                                                |
| 2016 | Leave Stoney                            | — | — | — | — | US— PlatinUS | Erstveröffentlichung: 2. Dezember 2016 Verkäufe: + 1.080.000                                    |
| 2018 | Ball for Me Beerbongs & Bentleys        | DE73 (1 Wo.)DE | AT35 (2 Wo.)AT | — | UK70 Gold · (4 Wo.)UK | US16 ×3Dreifachplatin · (14 Wo.)US | Erstveröffentlichung: 8. Mai 2018 Verkäufe: + 3.930.000; feat. Nicki Minaj                      |
| 2019 | Enemies Hollywood’s Bleeding            | — | — | — | UK— SilberUK | US16 Platin · (18 Wo.)US | Erstveröffentlichung: 17. September 2019 Verkäufe: + 1.630.000; feat. DaBaby                    |
| 2019 | Allergic Hollywood’s Bleeding           | — | — | — | — | US37 Platin · (2 Wo.)US | Erstveröffentlichung: 24. September 2019 Verkäufe: + 1.135.000                                  |
| 2019 | Take What You Want Hollywood’s Bleeding | — | — | — | UK22 Platin · (8 Wo.)UK | US8 ×2Doppelplatin · (20 Wo.)US | Erstveröffentlichung: 15. Oktober 2019 Verkäufe: + 3.410.000 feat. Ozzy Osbourne & Travis Scott |
| 2020 | It’s a Raid Ordinary Man                | — | — | — | — | — | Erstveröffentlichung: 20. Februar 2020 Ozzy Osbourne feat. Post Malone                          |
| 2024 | Wrong Ones F-1 Trillion                 | — | — | — | — | US23 (3 Wo.)US | Erstveröffentlichung: 15. August 2024 feat. Tim McGraw                                          |
| 2024 | Losers F-1 Trillion                     | — | — | — | — | US25 (5 Wo.)US | Erstveröffentlichung: 15. August 2024 feat. Jelly Roll                                          |
| 2024 | California Sober F-1 Trillion           | — | — | — | — | US34 (3 Wo.)US | Erstveröffentlichung: 15. August 2024 feat. Chris Stapleton                                     |
| 2024 | Finer Things F-1 Trillion               | — | — | — | — | US42 (1 Wo.)US | Erstveröffentlichung: 15. August 2024 feat. Hank Williams, Jr.                                  |
| 2024 | Nosedive F-1 Trillion                   | — | — | — | — | US50 (2 Wo.)US | Erstveröffentlichung: 15. August 2024 feat. Lainey Wilson                                       |
| 2024 | Have the Heart F-1 Trillion             | — | — | — | — | US56 (1 Wo.)US | Erstveröffentlichung: 15. August 2024 feat. Dolly Parton                                        |
| 2024 | Goes Without Saying F-1 Trillion        | — | — | — | — | US60 (1 Wo.)US | Erstveröffentlichung: 15. August 2024 feat. Brad Paisley                                        |
| 2024 | Hide My Gun F-1 Trillion                | — | — | — | — | US65 (1 Wo.)US | Erstveröffentlichung: 15. August 2024 feat. Hardy                                               |
| 2024 | Devil I’ve Been F-1 Trillion            | — | — | — | — | US66 (1 Wo.)US | Erstveröffentlichung: 15. August 2024 feat. Ernest                                              |
| 2024 | Never Love You Again F-1 Trillion       | — | — | — | — | US78 (1 Wo.)US | Erstveröffentlichung: 15. August 2024 feat. Sierra Ferrell                                      |
| 2024 | M-E-X-I-C-O F-1 Trillion                | — | — | — | — | US83 (1 Wo.)US | Erstveröffentlichung: 15. August 2024 feat. Billy Strings                                       |

## Sonderveröffentlichungen
| Jahr | Titel Album                                                            | Anmerkungen                                                                                              |
| ---- | ---------------------------------------------------------------------- | --- |
| 2015 | On God I Am Trap Indie Edition 2                                       | Erstveröffentlichung: 2. August 2015 DJ Jazz II feat. Zuse & Post Malone                                 |
| 2015 | Getcha Some The 48 Hunnid Project                                      | Erstveröffentlichung: 7. August 2015 Chevy Woods feat. PJ & Post Malone                                  |
| 2015 | Tryna Fuck Me Over The Kanan Tape                                      | Erstveröffentlichung: 9. Dezember 2015 50 Cent feat. Post Malone                                         |
| 2015 | Embarrassed East Atlanta Santa 2                                       | Erstveröffentlichung: 26. Dezember 2015 Gucci Mane feat. Post Malone, Riff Raff & Lil B                  |
| 2016 | The Meaning First Time for Everything, Pt. 1                           | Erstveröffentlichung: 20. Mai 2016 FKi 1st & Post Malone                                                 |
| 2016 | OMG Here’s Half                                                        | Erstveröffentlichung: 10. Juni 2016 Coke Boy Zack feat. Post Malone & Quavo                              |
| 2016 | Camera Quality Street Music 2                                          | Erstveröffentlichung: 22. Juli 2016 DJ Drama feat. Lil Uzi Vert, FKi 1st, Mac Miller & Post Malone       |
| 2016 | Fade The Life of Pablo                                                 | Erstveröffentlichung: 14. Februar 2016 Kanye West feat. Post Malone & Ty Dolla Sign                      |
| 2016 | Winner Time Know Me: King Wolf                                         | Erstveröffentlichung: 9. September 2016 SauceLord Rich feat. Post Malone                                 |
| 2016 | Write Our Names 931 Reloaded                                           | Erstveröffentlichung: 4. November 2016 Moxie Raia feat. Post Malone                                      |
| 2016 | Sex & Candy The Lost Beauxs                                            | Erstveröffentlichung: 17. November 2016 Ducko McFli feat. Reese LaFlare & Post Malone                    |
| 2016 | Malibu Sunset Blvd                                                     | Erstveröffentlichung: 24. Dezember 2016 24hrs feat. Post Malone                                          |
| 2017 | Burning Man XXX: Return of Xander Cage (Music from the Motion Picture) | Erstveröffentlichung: 27. Januar 2017 Watt feat. Post Malone                                             |
| 2017 | Homemade Dynamite (Remix) Melodrama (Spotify Bonus-Track)              | Erstveröffentlichung: 16. Juni 2017 Lorde feat. Khalid, Post Malone & SZA                                |
| 2017 | Too Late Tha Truth, Pt. 3                                              | Erstveröffentlichung: 20. Juli 2017 Trae tha Truth feat. Post Malone                                     |
| 2018 | Notice Me Culture II                                                   | Erstveröffentlichung: 26. Januar 2018 Migos feat. Post Malone                                            |
| 2018 | Jackie Chan Light of Day                                               | Erstveröffentlichung: 4. Mai 2018 Preme feat. Post Malone                                                |
| 2018 | What About Me Tha Carter V (Deluxe-Edition)                            | Erstveröffentlichung: 9. November 2018 Lil Wayne feat. Post Malone                                       |
| 2018 | All My Friends I Am > I Was                                            | Erstveröffentlichung: 21. Dezember 2018 21 Savage feat. Post Malone                                      |
| 2019 | Celebrate Father of Asahd                                              | Erstveröffentlichung: 17. Mai 2019 DJ Khaled feat. Travis Scott & Post Malone                            |
| 2019 | Writing on the Wall Montana                                            | Erstveröffentlichung: 6. Dezember 2019 French Montana feat. Post Malone, Cardi B & Rvssian               |
| 2020 | Forever Changes                                                        | Erstveröffentlichung: 14. Februar 2020 Justin Bieber feat. Post Malone & Clever                          |
| 2020 | It’s a Raid Ordinary Man                                               | Erstveröffentlichung: 21. Februar 2020 Ozzy Osbourne feat. Post Malone                                   |
| 2020 | V12 Boss Man                                                           | Erstveröffentlichung: 13. März 2020 Rich the Kid feat. Post Malone                                       |
| 2020 | Jackie Chan The London Sessions                                        | Erstveröffentlichung: 15. Mai 2020 Tiësto & Dzeko feat. Preme & Post Malone                              |
| 2020 | Wolves Detroit 2                                                       | Erstveröffentlichung: 4. September 2020 Big Sean feat. Post Malone                                       |
| 2020 | Spicy Featuring Ty Dolla Sign                                          | Erstveröffentlichung: 23. Oktober 2020 Ty Dolla Sign feat. Post Malone                                   |
| 2021 | Life’s a Mess II Crazy                                                 | Erstveröffentlichung: 12. März 2021 Clever, Juice Wrld & Post Malone                                     |
| 2021 | I Did It Khaled Khaled                                                 | Erstveröffentlichung: 29. April 2021 DJ Khaled feat. Post Malone, Megan Thee Stallion, Lil Baby & DaBaby |
| 2021 | Livin It Up Punk                                                       | Erstveröffentlichung: 15. Oktober 2021 Young Thug feat. Post Malone & ASAP Rocky                         |
| 2022 | Dial Drunk Stick Season                                                | Erstveröffentlichung: 14. Oktober 2022 Noah Kahan feat. Post Malone                                      |
| 2024 | Pickup Man Hixtape, Vol. 3: Difftape                                   | Erstveröffentlichung: 29. März 2024 Hardy feat. Joe Diffie & Post Malone                                 |
| 2024 | Levii’s Jeans Cowboy Carter                                            | Erstveröffentlichung: 29. März 2024 Beyoncé feat. Post Malone                                            |
| 2024 | Fortnight The Tortured Poets Department                                | Erstveröffentlichung: 19. April 2024 Taylor Swift feat. Post Malone                                      |
| 2024 | I Don’t Know How to Say Goodbye (Bang Bang Boom Boom) Brighter Days    | Erstveröffentlichung: 15. November 2024 Dwight Yoakam feat. Post Malone                                  |
| 2025 | I Ain’t Comin’ Back I’m the Problem                                    | Erstveröffentlichung: 16. Mai 2025 Morgan Wallen feat. Post Malone                                       |

| Jahr | Titel Album                          | Anmerkungen                                                |
| ---- | ------------------------------------ | ---------------------------------------------------------- |
| 2016 | Bonbon (Post Malone Remix) Bonbon EP | Erstveröffentlichung: 21. Juli 2016 Interpret: Era Istrefi |

| Jahr | Titel Album                                                       | Anmerkungen |
| ---- | ----------------------------------------------------------------- | --- |
| 2019 | If I Can Dream The Best of the ’68 Comeback Special               | Erstveröffentlichung: 15. Februar 2019 mit Elvis Presley, Shawn Mendes, Darius Rucker, Blake Shelton & Carrie Underwood; Original: Elvis Presley |
| 2021 | Only Wanna Be with You (Pokémon 25 Version) Pokémon 25: The Album | Erstveröffentlichung: 15. Oktober 2021 Original: Hootie and the Blowfish                                                                         |

| Jahr | Titel Soundtrack                              | Anmerkungen                                                  |
| ---- | --------------------------------------------- | ------------------------------------------------------------ |
| 2017 | Burning Man xXx: Die Rückkehr des Xander Cage | Erstveröffentlichung: 27. Januar 2017 Watt feat. Post Malone |
| 2017 | Candy Paint Fast & Furious 8                  | Erstveröffentlichung: 14. April 2017                         |
| 2018 | Sunflower Spider-Man: A New Universe          | Erstveröffentlichung: 14. Dezember 2018 mit Swae Lee         |

## Statistik

### Chartauswertung
|                     | DE    | AT    | CH    | UK    | US    |
| ------------------- | ----- | ----- | ----- | ----- | ----- |
| Nummer-eins-Alben   | DE—DE | AT—AT | CH—CH | UK3UK | US3US |
| Top-10-Alben        | DE4DE | AT5AT | CH5CH | UK6UK | US6US |
| Alben in den Charts | DE6DE | AT6AT | CH6CH | UK7UK | US8US |

|                       | DE     | AT     | CH     | UK     | US     |
| --------------------- | ------ | ------ | ------ | ------ | ------ |
| Nummer-eins-Singles   | DE—DE  | AT1AT  | CH—CH  | UK2UK  | US6US  |
| Top-10-Singles        | DE3DE  | AT6AT  | CH3CH  | UK10UK | US14US |
| Singles in den Charts | DE26DE | AT31AT | CH26CH | UK40UK | US95US |

### Auszeichnungen für Musikverkäufe
Die Lieder Money Made Me Do It, No Option, Yours Truly, Austin Post, Hit This Hard, Up There, Feeling Whitney, Feel, Cold, Big Lie und Broken Whiskey Glass wurden weder als Single veröffentlicht, noch konnten sie aufgrund von hohen Downloads und Streamings die Charts erreichen. Dennoch erhielten die Lieder Gold- und Platinauszeichnungen.
| Land/RegionAuszeichnungen für Musikverkäufe (Land/Region, Auszeichnungen, Verkäufe, Quellen) | Silber       | Gold         | Platin         | Diamant       | Verkäufe    | Quellen              |
| -------------------------------------------------------------------------------------------- | ------------ | ------------ | -------------- | ------------- | ----------- | -------------------- |
| Australien (ARIA)                                                                            | —            | 16× Gold16   | 181× Platin181 | —             | 13.165.000  | aria.com.au          |
| Belgien (BRMA)                                                                               | —            | 8× Gold8     | 6× Platin6     | —             | 355.000     | ultratop.be          |
| Brasilien (PMB)                                                                              | —            | 21× Gold21   | 40× Platin40   | 31× Diamant31 | 7.370.000   | pro-musicabr.org.br  |
| Dänemark (IFPI)                                                                              | —            | 16× Gold16   | 46× Platin46   | —             | 3.590.000   | ifpi.dk              |
| Deutschland (BVMI)                                                                           | —            | 13× Gold13   | 6× Platin6     | —             | 5.300.000   | musikindustrie.de    |
| Finnland (IFPI)                                                                              | —            | Gold1        | 17× Platin17   | —             | 540.000     | Einzelnachweise      |
| Frankreich (SNEP)                                                                            | —            | 7× Gold7     | 7× Platin7     | 3× Diamant3   | 2.749.999   | snepmusique.com      |
| Griechenland (IFPI)                                                                          | —            | —            | Platin1        | —             | 20.000      | Einzelnachweise      |
| Italien (FIMI)                                                                               | —            | 10× Gold10   | 19× Platin19   | —             | 1.495.000   | fimi.it              |
| Kanada (MC)                                                                                  | —            | 7× Gold7     | 131× Platin131 | 8× Diamant8   | 17.160.000  | musiccanada.com      |
| Malaysia (RIM)                                                                               | —            | Gold1        | Platin1        | —             | 205.000     | Einzelnachweise      |
| Mexiko (AMPROFON)                                                                            | —            | 2× Gold2     | 10× Platin10   | 2× Diamant2   | 1.260.000   | amprofon.com.mx      |
| Neuseeland (RMNZ)                                                                            | —            | 9× Gold9     | 115× Platin115 | —             | 3.247.500   | radioscope.co.nz NZ2 |
| Niederlande (NVPI)                                                                           | —            | 2× Gold2     | 8× Platin8     | —             | 655.000     | nvpi.nl              |
| Norwegen (IFPI)                                                                              | —            | Gold1        | 10× Platin10   | —             | 510.000     | ifpi.no              |
| Österreich (IFPI)                                                                            | —            | 3× Gold3     | 2× Platin2     | —             | 97.500      | ifpi.at              |
| Polen (ZPAV)                                                                                 | —            | 9× Gold9     | 25× Platin25   | —             | 1.190.000   | olis.pl              |
| Portugal (AFP)                                                                               | —            | 13× Gold13   | 37× Platin37   | —             | 446.000     | Einzelnachweise      |
| Schweden (IFPI)                                                                              | —            | 2× Gold2     | 23× Platin23   | —             | 1.745.000   | sverigetopplistan.se |
| Schweiz (IFPI)                                                                               | —            | —            | Platin1        | —             | 30.000      | hitparade.ch         |
| Singapur (RIAS)                                                                              | —            | Gold1        | 3× Platin3     | —             | 35.000      | rias.org.sg          |
| Spanien (Promusicae)                                                                         | —            | 8× Gold8     | 10× Platin10   | —             | 810.000     | elportaldemusica.es  |
| Vereinigte Staaten (RIAA)                                                                    | —            | 4× Gold4     | 85× Platin85   | 10× Diamant10 | 189.000.000 | riaa.com             |
| Vereinigtes Königreich (BPI)                                                                 | 25× Silber25 | 11× Gold11   | 43× Platin43   | —             | 32.360.000  | bpi.co.uk            |
| Zentralamerika (CFC)                                                                         | —            | Gold1        | —              | —             | 35.000      | cfc-musica.com       |
| Insgesamt                                                                                    | 25× Silber25 | 166× Gold166 | 827× Platin827 | 54× Diamant54 |             |                      |